# Diecezja Birmingham w Alabamie
Diecezja Birmingham w Alabamie (łac. Dioecesis Birminghamiensis, ang. Diocese of Birmingham in Alabama) jest diecezją Kościoła rzymskokatolickiego w północnej części stanu Alabama. 

## Historia
Diecezja została kanonicznie erygowana 28 czerwca 1969 roku przez papieża Pawła VI. Wyodrębniono ją z terenów ówczesnej diecezji Mobile-Birmingham. Pierwszym ordynariuszem został dotychczasowy biskup pomocniczy diecezji Mobile-Birmingham  Joseph Gregory Vath (1918-1987). Kościół, który stał się w 1969 roku katedrą diecezjalną, wybudowano w roku 1893.

## Główne świątynie
- Katedra: Katedra św. Pawła w Alabamie

## Biskupi diecezjalni
- Joseph Gregory Vath (1969–1987)
- Raymond Boland (1988–1993)
- David Foley (1994–2005)
- Robert Joseph Baker (2005–2020)
- Steven Raica (od 2020)

## Media
Na terenie diecezji ma swą siedzibę EWTN - katolicka telewizja, którą oglądać można również w Europie.